# Abdelilah Fahmi
Abdelilah Fahmi (arab. عبدالله فهمي, ur. 3 sierpnia 1973 w Casablance) – marokański piłkarz grający na pozycji obrońcy.

## Kariera klubowa
Abdelilah Fahmi jest wychowankiem klubu Raja Casablanca z Maroka. W kadrze pierwszej drużyny był tu od 1991 do 1999 roku. Następnie przeniósł się do Francji, gdzie podpisał kontrakt z grającym wówczas w Ligue 2 Lille OSC. Po jego pierwszym pełnym sezonie w barwach tej ekipy wywalczyła ona awans do Ligue 1. Tutaj Fahmi grał przez trzy sezony, rozgrywając w sumie ponad 50 spotkań w najwyższej klasie rozgrywkowej we Francji. Miał również okazję rywalizować w Lidze Mistrzów. Przed sezonem 2003/2004 podpisał kontrakt z RC Strasbourg. W tym zespole przebywał przez dwa sezony, rozgrywając w Ligue 1 26 meczów i strzelając 2 bramki. W sierpniu 2005 roku podpisał kontrakt z tureckim Gaziantepsporem. W marcu kolejnego roku odszedł jednak do katarskiego Al-Khor. Po miesiącu przeniósł się do Al-Arabi. Karierę zakończył w 2007 roku w swoim pierwszym klubie - Raja Casablanca.

## Kariera reprezentacyjna
Fahmi w reprezentacji Maroka przebywał już od 1995 roku. Ostatni mecz rozegrał w roku 2005 i do tamtej pory rozegrał 13 spotkań w drużynie narodowej. Był także powołany na Puchar Narodów Afryki 2000 (bez rozegranych spotkań) oraz Puchar Narodów Afryki 2002 (wszystkie mecze w grupie). W obu turniejach Maroko odpadało z rozgrywki już po fazie grupowej.

## Styl gry
Abdelilah Fahmi jest zawodnikiem lewonożnym.